# Albert Cazes
Albert Cazes (Bou, 1924 - Perpinyà, 7 d'abril del 2012) va ser un sacerdot i historiador nord-català, especialista en història i heràldica de la Catalunya del Nord.

## Biografia
Entrà al seminari amb el seu germà Gabriel, i foren ordenats conjuntament el 1948. En Gabriel va ser destinat a Rià i Cirac, mentre que l'Albert ho fou a Vilafranca, on exercí el ministeri durant cinquanta-vuit anys; a més, també portà la governança de les parròquies de Fullà i Cornellà de Conflent. Reformà i embellí l'església de Sant Jaume de Vilafranca, i tingué cura d'arranjar les de Llúgols, Mare de Déu de Vida, Cornellà de Conflent i Fullà.
Publicà un gran nombre de monografies sobre poblacions i esglésies de les comarques nord-catalanes, la major part a la col·lecció autoeditada Guide touristique Conflent; també col·laborà en temes històrics a altres publicacions, com al butlletí CERCA o als Cahiers des amis du Vieil Ille de Maurice Iché. L'any 1954 va fer construir, i dedicà a sant Cristòfol, un petit oratori en marbre de Vilafranca de Conflent a la carretera RN-116, sobre les restes d'un pont sobre la Tet que s'havia emportat el desgraciat aiguat del 1940. Es retirà el 2006. Havia estat distingit amb les palmes acadèmiques en el grau de cavaller.

En paraules del fotògraf i company de treballs Bernard Planas: 
| «                             | L'abbé Cazes traquait l'insolite, les détails architecturaux des édifices religieux, la description minutieuse des retables. Il relatait avec précision, commentait avec humour dans de nombreuses publications (Conflent, les Amis d'Ille-sur-Têt) des sujets divers du profane au sacré, ex-voto, dictons, etc. Sur les traces des abbés Cortade et Giralt, de Pierre Ponsich et d'autres auteurs, l'abbé Cazes et moi-même avons fait de nombreuses reconnaissances de terrain; de fréquenter un érudit n'a été que positif pour moi | » |
| — Necrològica a l'Indépendant | |   |

## Obres
- Amélie-les-Bains, Palaldà Prada: J. Legrand, 1975
- L'Anecdotique dans L'Art en Roussillon Perpinyà: Imprimerie Catalane, 1992
- Arles Prada: Imp. J. Legrand, 1979
- Armorial catalan I. Communes des "Terres catalanes de França" Prada: Revista "Terra Nostra", 1970
- Armorial catalan II. Les Familles patronymiques des "terres catalanes de França" Prada: Terra Nostra, 1972
- Armorial catalan III. Families catalanes anciennes: Comtes de Cerdanya Prada: Impr. J. Legrand, 1973
- Armorial du Roussillon Prada: Revista "Conflent", 1982-1985
- Art et dévotion populaire juillet 1988-Pâques 1989, Hospice d'Ille Illa: Centre d'Art Sacré, 1989
- Le Capcir Perpinyà, L'Imprimerie du Capcir, ca 1975
- Cartells de visite de l'église de Vinça, article a Conflent-Hautes Vallées 34 (1966), p. 156-160
- Cartulaire du Conflent, article a Conflent revue bimestrielle 42 (1967)
- En parcourant les cartulaires, article a Massana. Revue d'Histoire, d'Archéologie et d'Héraldique du Roussillon IV (1972), p. 366-370
- Les églises de la région d'Oleta Prada: Imprimerie J. Legrand, 1974
- Les Églises de la Vallée de Molig Perpinyà: Guide Touristique Conflent, 1969
- Géographie historique des lieux habités: Capcir, Cerdagne, Conflent Prada: "Conflent", 1973
- Histoire anecdotique du Roussillon Prada: Revista "Conflent", 1985-1991
- Illa à travers ses monuments et son histoire Perpinyà: Cahiers des amis du Vieil Ille, [196-?]
- Joc, Rigardà I: la muntanya Prada: Imprimerie de Prades, 1977 (número monogràfic Conflent: revue bimestrelle 85 (1977))
- Marcèvol. Guide Touristique Prada: Revista "Conflent", 1967
- Mise en cene: repas sacrés, repas profanes. Juillet 1990-Pâques 1991, Hospice d'Ille, Centre d'Art Sacré Illa: Centre d'Art Sacré, 1990
- Nôtre-dame de Cornellà Perpinyà, Imprimerie Labau, 1970 (nova edició 1983)
- Nôtre-dame d'Espirà de Cornellà Prada: J. Legrand, 1975
- Œuvres de François Boher, article a CERCA (Centre d'Études et Recherches Catalanes des Archives) 15-18 (1962), p. 85-87
- Prats de Molló et sa région Prada: J. Legrand, 1978
- Albert Cazes, Hildebrand M. Miret Une "prière universelle" en Conflent au XIVe siècle article a Studia Monastica 10, 1 (1968), p. 125-132
- Albert Cazes, Dominique de Courcelles Reliquaires du Roussillon: exposition Villefranche de Conflent: Syndicat d'Initiative : Pâques-Toussaint, 1978
- Le Roussillon sacré Prada: Conflent, 1977 (nova edició 1990)
- Saint-André de Bages Prada: Revista "Conflent", s.a.
- Saint-Christophe de Llugols Prada: Revista "Conflent", 1994
- Saint-Come et Saint-Damien de Serdinyà Prada: J. Legrand, 1974
- Saint-Cyprien - La Tour Bas-Elne Perpinyà: Labau, 1969
- Saint Feliu d'Amunt Sant Feliu d'Amunt: Imprimerie catalane
- Saint-Jacques de Villefranche Prada: Revista "Conflent", 1966 (nova edició el 1984)
- Saint-Julien de Vinça Prada: Revista "Conflent", s.a. (anys 70)
- Saint Laurent de Cerdans - Custoja Prada: J. Legrand, 1977
- Saint-Martin de Canigou Perpinyà: L'Imprimerie Labau, 1966
- Saint-Michel de Cuixà Prada: "Conflent", 1968
- Saint-Pierre de Prada Prada: Guide Touristique Conflent, 1971 (nova edició 1984)
- Tuïr Prada: Revista "Conflent", [196-?]
- La vallée du Rojà Prada: Revista "Conflent", DL 1989
- Un village du Haut-Conflent: Saint-Pierre dels Forcats Prada: Conflent, 1995
- Villefranche de Conflent Prada: J. Legrand, 1966 (noves edicions 1969, 1977 i 1994)
- Vinçà Perpinyà: Imprimerie Labau, 1970
- El Voló Prada: Imp. J. Legrand, 1979